# Dekanovec
Dekanovec est un village et une municipalité située dans le comitat de Međimurje, en Croatie. Au recensement de 2001, la municipalité comptait 832 habitants, dont 98,80 % de Croates ; en 2001, la municipalité et le village étaient confondus.

## Localités
La municipalité de Dekanovec ne compte qu'une seule localité, le village éponyme de Dekanovec.